# 赛尔号之寻找凤凰神兽
《赛尔号之寻找凤凰神兽》，是由上海淘米网络科技有限公司运营的的儿童虚拟社區《赛尔号》改编的同名动画电影，影片于2011年7月28日在中国大陆公映。

## 主要剧情
一张古老的星际地图上，标记着精灵图鉴上所未知的特异精灵。罗杰船长寻找该精灵时被一艘全部漆成黑色的赛尔号击败，赛尔号上所有成员都成为了海盗美利图的俘虏。赛尔号飞船上一名机械师小墨与赛尔号的播音员及厨师加上三只“神兽精灵”为了回家结成了联盟。同海盗美利图展开了最终对决。